# Sultanato de Lahij

Bandeira do Sultanato de Lahej

O Sultanato de Lahij ou Lahej (em árabe: سلطنة لحج, AFI: [Salṭanat Laḥij]), também chamado de Sultanato Abdali (árabe: سلطنة العب دلي, AFI: [Salṭanat al-ʿAbdalī]), foi um estado do Protetorado de Áden e da Federação da Arábia do Sul. Sua capital era a cidade de Lahij (ou Lahej) e, a partir de 1919 seu território incluiu a região de Subeihi.

## História

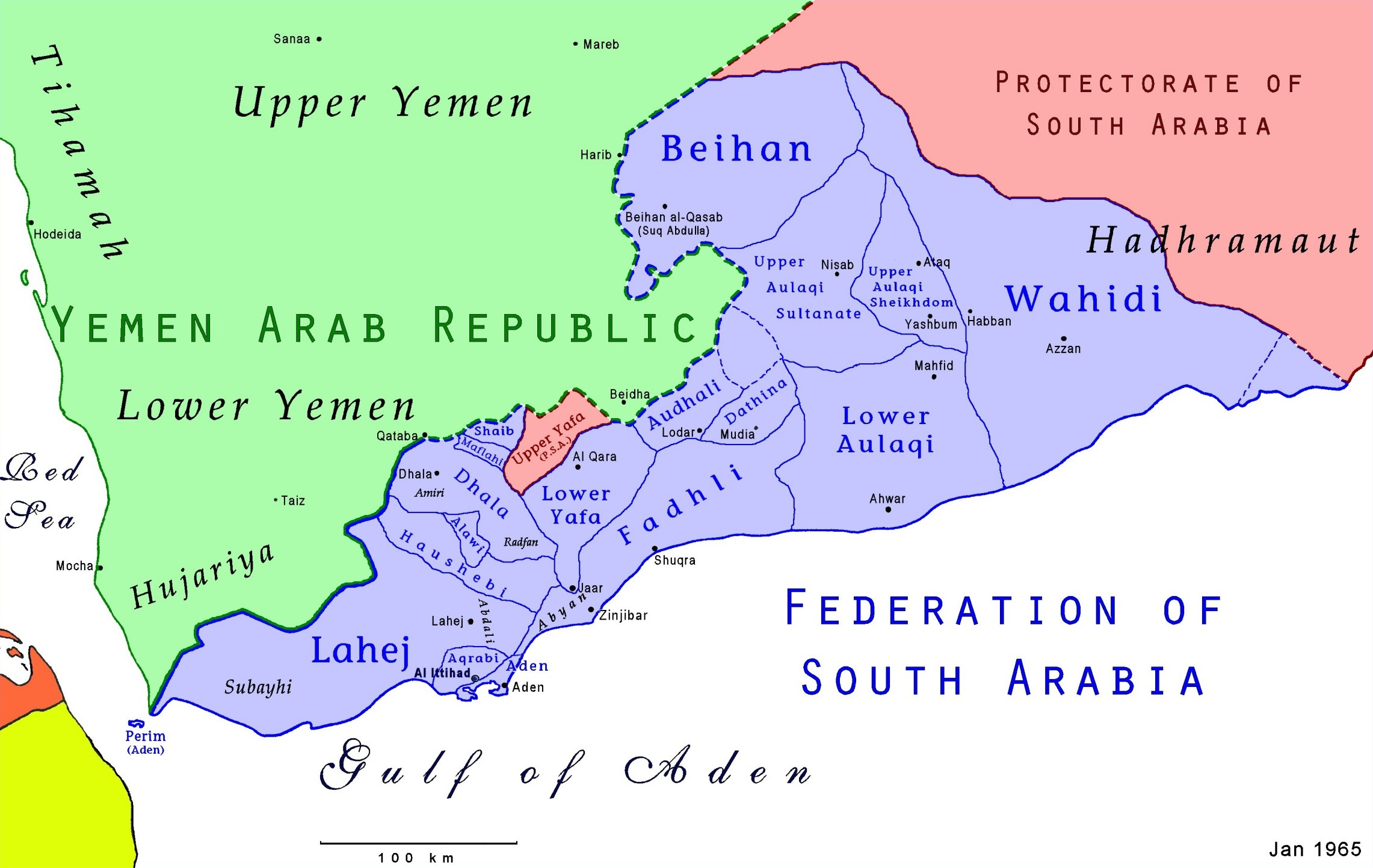
Mapa da Federação da Arábia do Sul.

Lahij foi o sultanato da dinastia Abdali, sob a suserania dos imãs zaiditas do Iêmen. Após perder o porto de Áden para o Império Britânico, em 1839, a influência britânica foi cada vez mais sentida. O sultanato era um dos "nove cantões" originais que assinaram os acordos de proteção com a Grã-Bretanha no final do século XIX, e posteriormente se tornou parte do Protetorado de Áden. Lahij gozou de boas relações com os britânicos, apesar da morte supostamente acidental do sultão Fadhl ibn Ali al-Abdali, pelas tropas britânicas, em 1918, que o confundiram com um soldado otomano. No entanto, em 1958, os governantes britânicos, preocupados que o sultão na época, Ali bin Abd al-Karim al-Abdali, um nacionalista árabe, que recusou-se a se juntar à Federação de Emirados Árabes do Sul, patrocinada pelos britânicos, e o depuseram.
O Sultanato de Lahij acabou por se juntar à federação, e, posteriormente, à Federação da Arábia do Sul em 1963. O sultanato foi abolido formalmente em 1967, com a fundação da República Popular do Iêmen do Sul, e agora faz parte da República do Iêmen.